# 1687

## Esdeveniments
Països Catalans
- Catalunya: S'inicia la Revolta dels Barretines contra els abusos de les tropes castellanes de Carles II de Castella.

Resta del món
- 7 de novembre, Palais Royale de París: S'estrena pòstumament Achille et Polyxène, tragèdia lírica de Jean-Baptiste Lully amb llibret és de Jean Galbert de Campistron, basat en L'Eneida de Virgili.
- Regne d'Anglaterra: Isaac Newton publica a instàncies de Halley Philosophiae Naturalis Principia Mathematica, obra en què s'exposen les Lleis de Newton que assenten les bases de la mecànica clàssica.
- Maria Sofia del Palatinat-Neuburg esdevé reina consort de Portugal en casar-se amb Pere II de Portugal.
- Escòcia: Es reinstaura l'Orde del Card pel rei Jaume II d'Anglaterra i VII d'Escòcia in
- Imperi Otomà: és deposat el soldà Mehmet IV «el Caçador» per una força combinada de Yeğen Osman i els geníssers i reemplaçat pel seu germà Solimà II.
- Setge d'Atenes per part de la República de Venècia sota el comandament del general Francesc Morosini.

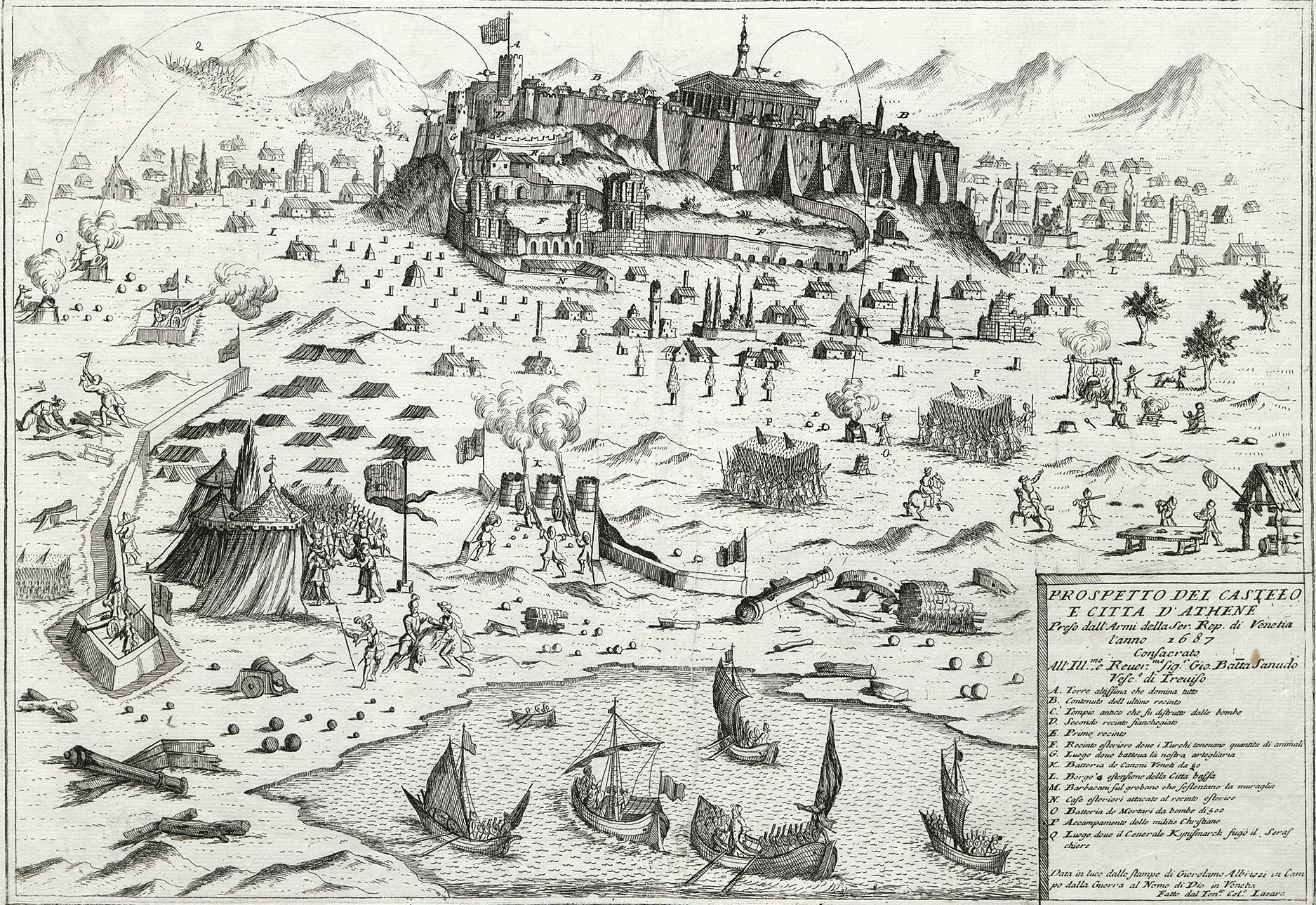
Gravat representant el setge venecià d'Atenes.

## Naixements
Països Catalans
- Palma: Joan Manuel de Sentmenat-Oms de Santapau i d'Oms, tercer marquès de Castelldosrius i baró de Santa Pau.
- Barcelona: Josep Elies, organista i compositor català.

Resta del món
- 7 de març, Auxerre: Jean Lebeuf, historiador, músic i erudit francès.
- 4 d'agost, Dessau, Ducat de Saxònia: Joan Guillem d'Orange-Nassau, membre de la Casa d'Orange-Nassau i duc de Nassau-Dietz i de Katzenbogen entre els anys 1696 i 1711.
- 12 d'octubre, Silèsia: Silvius Leopold Weiss, compositor i intèrpret de llaüt del Barroc alemany.
- 5 de desembre, Lucca, Toscana: Francesco Geminiani, compositor i violinista italià, establí la pauta de la música instrumental fins a la fi del Barroc.
- Johann Balthasar Neumann, arquitecte alemany d'estil barroc.

## Necrològiques
Països Catalans
- 9 de juny, Martorell: Gabriel Manalt i Domènech, sacerdot, organista, mestre de capella i compositor.
- Montserrat: Joan Romanyà, mestre de capella de l'abadia de Montserrat.

Resta del món
- 28 de gener: Johannes Hevelius, astrònom polonès, anomenat el pare de la topografia lunar.
- 19 de març, Navasota, Texas, René Robert Cavelier de La Salle, explorador i clergue francès, un dels primers a explorar la regió dels Grans Llacs d'Amèrica del Nord i el primer europeu a davallar el riu Mississipi de nord a sud, alhora que intentà establir-se al Golf de Mèxic.
- 22 de març, París, Regne de França: Jean-Baptiste Lully, nat Giovanni Battista Lulli, compositor francès d'origen italià, Sobreintendent de la Música de Lluís XIV de França.(n. 1632).[1]
- Març,  Rodes: Kara Ibrahim Paixà, visir otomà sota el sultà Mehmet IV, fou executat.
- 25 d'abril, Lăzarea: Ioan Căianu, músic, folklorista, constructor i reparador d'orgues, humanista romanès, renaixentista i precursor de la il·lustració a Transsilvània.
- Nàpols, Regne de Nàpols: Gregori Strozzi, compositor italià.
- Roma, Estats Pontificis: Laura Martinozzi, donzella que va esdevenir duquessa consort i regent del Ducat de Mòdena.